# Omgangstraat

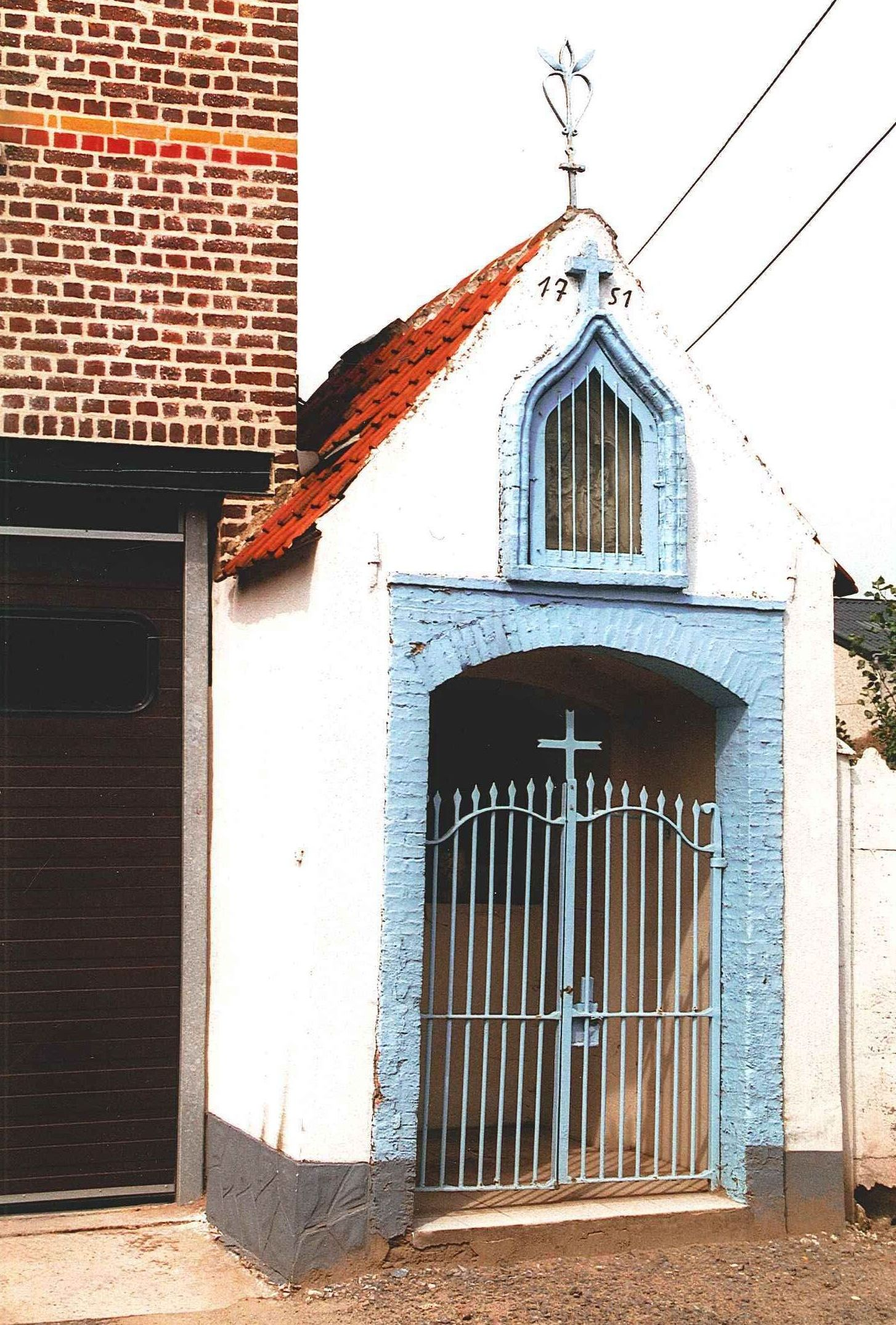
Mariakapel

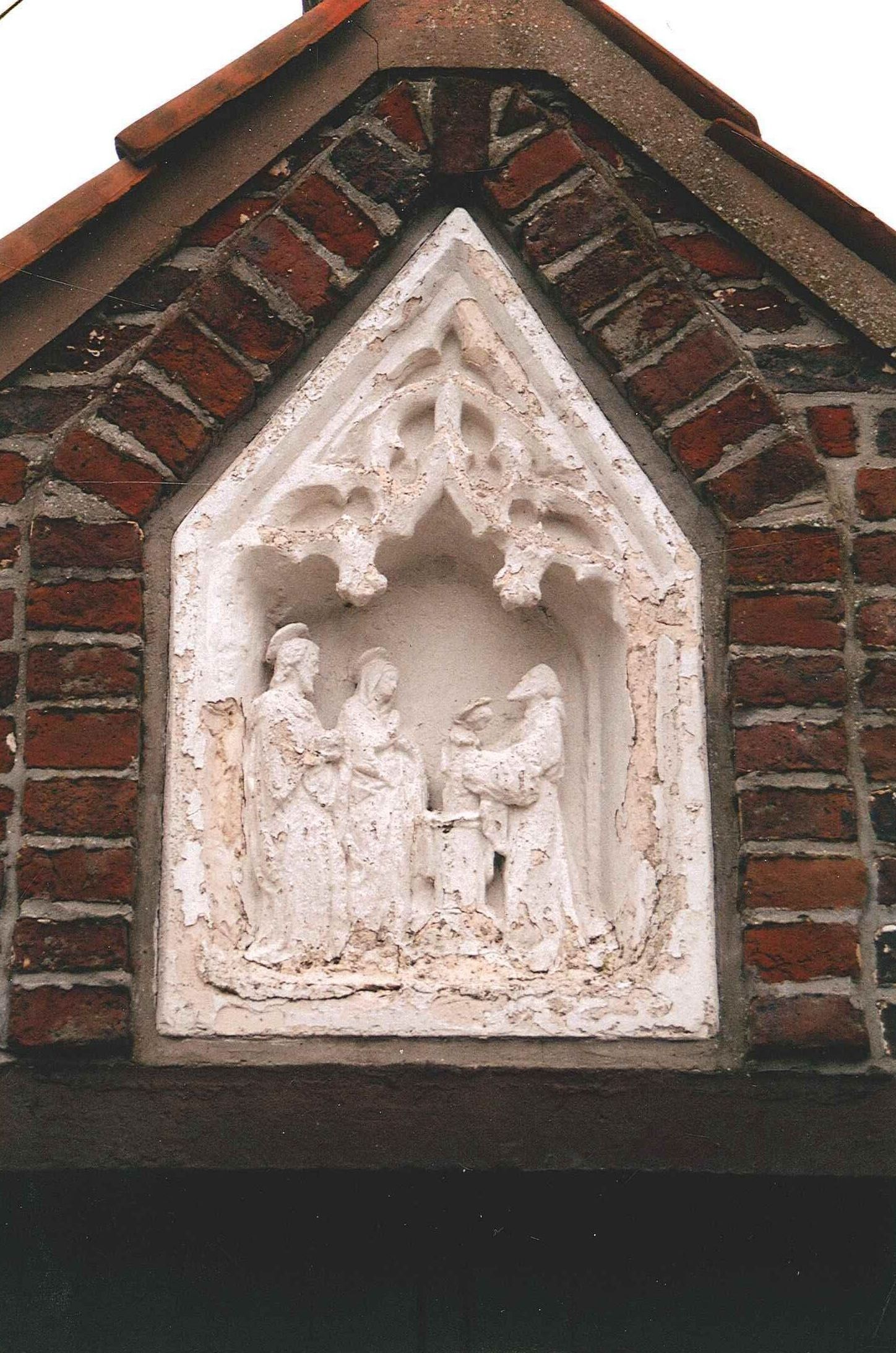
Muurnis

De Omgangstraat is een straat in de tot de Oost-Vlaamse gemeente Kruisem behorende plaats Zingem.
Deze straat verloopt aan de rand van de dorpskom.
In deze straat bevinden zich enkele kapelletjes en muurnissen, gewijd aan de Geheimen van de rozenkrans. Het betreft een tweetal Onze-Lieve-Vrouwekapellen en een aantal muurnissen welke de zeven smarten en de zeven vreugden van Maria verbeelden.
In 1894 werden een aantal houten kapelletjes opgericht. In 1921 werden deze vervangen door neogotische gipsen muurnissen, mogelijk naar ontwerp van Aloïs De Beule.
De ommegang verliep over de lange en bochtige Omgangstraat, en terug over de Heirweg, de Alfred Amelotstraat en de Dorpsstraat.